# باشگاه فوتبال برتون آلبیون
باشگاه فوتبال برتون آلبیون (به انگلیسی: Burton Albion Football Club) یک باشگاه فوتبال در شهر برتون آپون ترنت، کشور انگلستان است که در سال ۱۹۵۰ میلادی تأسیس شده‌است.